# Мелаури
Мелаури (груз. მელაური) — село в Грузии, на территории Самтредского муниципалитета края (мхаре) Имеретия.

## География
Село находится в западной части Грузии, к северу от реки Риони, на расстоянии 4 километров к северо-востоку от города Самтредиа, административного центра муниципалитета. Абсолютная высота — 33 метра над уровнем моря.

## Население
По результатам официальной переписи населения 2014 года, в Мелаури проживало 217 человек (105 мужчин и 112 женщин). В национальной структуре населения грузины составляли 99,5 %, украинцы — 0,5 %.
| Год  | Население, человек |
| ---- | ------------------ |
| 2002 | 350                |
| 2014 | ↘ 217              |